# Jamboree

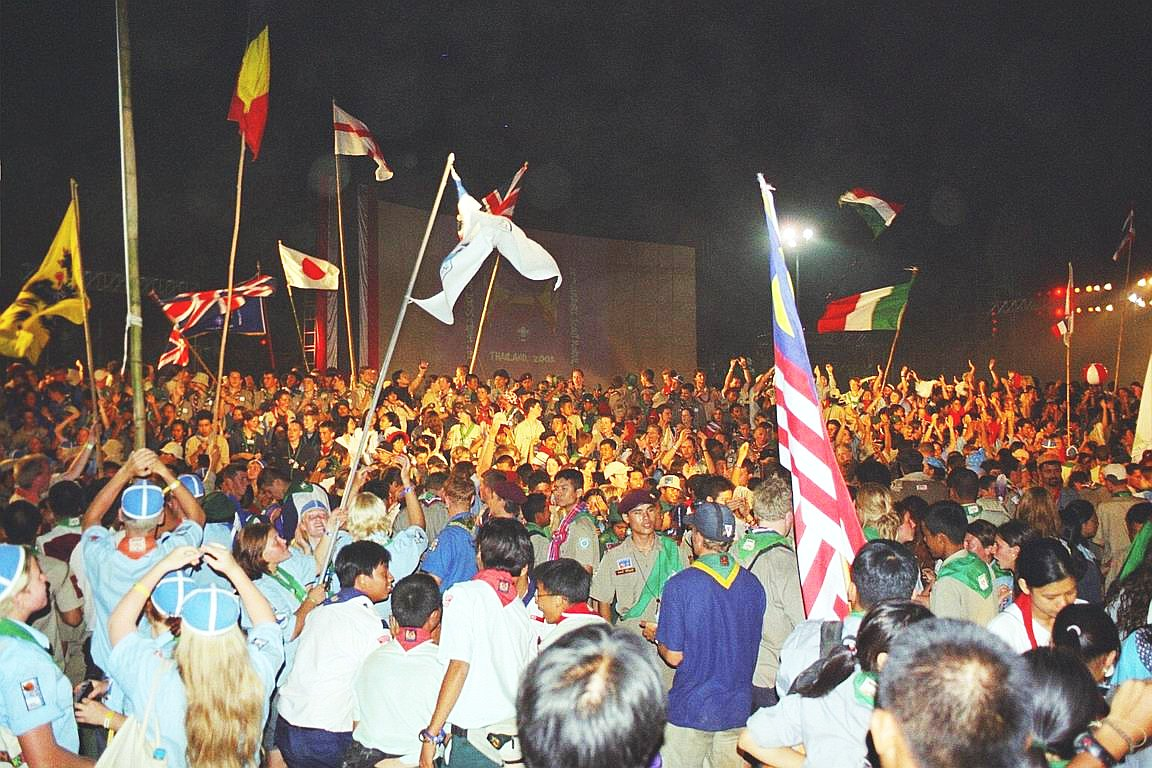
Cérémonie de clôture du 20e Jamboree en 2003.

Un jamboree est un rassemblement de scouts à l'échelle d'un pays entier ou du monde.

## Étymologie
Selon le dictionnaire Petit Robert de la langue française, le mot jamboree est un mot anglais issu de l'hindi, apparu en 1910, qui désigne un rassemblement de scouts. Ce terme a été utilisé par Baden-Powell, fondateur du scoutisme, pour désigner les rassemblements scouts, à commencer par le Jamboree mondial de 1920 au Palais d'expositions de l'Olympia près de Londres.
Des éditions diversement abrégées de l'Oxford Dictionary indiquent : « Mot d'origine incertaine » et en donnent trois sens :
1. celui de festivités, de réjouissances bruyantes et même de beuverie (argot américain) ;
2. celui de réunion des cinq plus forts atouts dans un certain jeu de cartes américain ;
3. celui de rassemblement de boy scouts ; appliqué à l'origine au rallye international tenu à Olympia, en août 1920.

Ce mot aurait été proposé par Baden-Powell lui-même, après qu'il eut refusé d'autres propositions plus classiques, rallye, parade, etc., car il voulait un mot nouveau, neuf, pour identifier ce rassemblement spécifique.
Baden-Powell a écrit à ce sujet : « Quelle que soit l'origine de ce mot, il aura un sens tout à fait distinct pour la plupart des gens à partir de cette année (1920). Il sera associé pour eux à l'idée du plus grand rassemblement de garçons qui ait jamais été tenu. « Jamboree » évoque une joyeuse réunion de garçons arborant un chapeau à large bord et un large sourire, avec la chemise, la culotte courte, le foulard et le bâton. Ce sont eux qui comptent dans un jamboree. »

## Les différents types de jamboree
- Jamboree scout mondial : camp mondial qui a lieu tous les quatre ans et qui regroupe des scouts venant de tous les horizons.
- Jamboree sur internet (JOTI) : rassemblement sur internet des scouts.
- Jamboree sur les ondes (JOTA) : rassemblement de radioamateurs scouts.
- Jamboree par branche qui regroupe tous les enfants de la même tranche d'âge (ex : Moot Scout mondial, rassemblement des scouts de la branche aînée).
- Jamboree national ou régional : de nombreux rassemblements de scouts ont lieu chaque année dans de nombreux pays ou régions.
- Centres scouts internationaux : s'apparente à un mini-jamboree vu le nombre de scouts du monde entier présents pour les camps.

## Calendrier des jamborees
- 1920 : 1er jamboree mondial à Olympia (Royaume-Uni)
- 1924 : 2e jamboree mondial à Ermelunden (Danemark)
- 1929 : 3e jamboree mondial à Birkenhead (Royaume-Uni)
- 1933 : 4e jamboree mondial à Gödöllö (Hongrie)
- 1937 : 5e jamboree mondial à Vogelenzang (Pays-Bas)
- 1947 : 6e jamboree mondial (jamboree de la paix) à Moisson (France)
- 1951 : 7e jamboree mondial à Bad Ischl (Autriche)
- 1955 : 8e jamboree mondial à Niagara-on-the-Lake (Canada)
- 1957 : 9e jamboree mondial (« jubilé de B-P ») à Sutton Park (Royaume-Uni)
- 1959 : 10e jamboree mondial à Los Baños (Philippines)
- 1963 : 11e jamboree mondial à Marathon (Grèce)
- 1967 : 12e jamboree mondial à Farragut State Park (États-Unis)
- 1971 : 13e jamboree mondial à Fujinomiya (Japon)
- 1975 : 14e jamboree mondial à Lillehammer (Norvège)
- 1979 : Année mondiale des Jamborees
- 1983 : 15e jamboree mondial à Kananaskis City (Canada)
- 1987 : 16e jamboree mondial à Sydney (Australie)
- 1991 : 17e jamboree mondial à Soraksan National Park (Corée du Sud)
- 1995 : 18e jamboree mondial à Dronten et Zeewolde (Pays-Bas)
- 1998-1999 : 19e jamboree mondial à Picarquin (Chili)
- 1999-2000 Jam des neiges à Québec (Canada)
- 2002-2003 : 20e jamboree mondial à Sattahip (Thaïlande)
- 2007 : 21e jamboree mondial à Chelmsford (Royaume-Uni). Ce jamboree a fêté le centenaire du scoutisme.
- 2011 : 22e jamboree mondial à Rinkaby (Suède)
- 2015 : 23e jamboree mondial à Kirarahama, Yamaguchi Prefecture (Japon)
- 2019 : 24e jamboree mondial à The Summit Bechtel Family National Scout Reserve, Virginie-Occidentale, États-Unis
- 2023 : 25e jamboree mondial à Saemangeum (Corée du Sud)
- 2027 : 26e jamboree mondial à Gdańsk (Pologne)